# Tagula Island
Tagula Island ou Sudest Island, désignée parfois Vanatinai, du nom du peuple qui l'habite, est la plus grande île des Louisiades, dans la province de Baie Milne, en Papouasie-Nouvelle-Guinée. Elle couvre 865,7 km2.
La population de l'île était de 3 628 habitants en 2014.

## Géographie

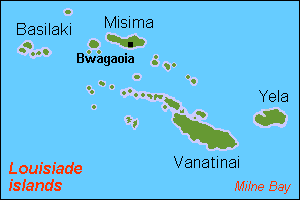
Les Louisiades

L'île se situe en mer des Salomon. Elle est volcanique et montagneuse, son point culminant étant le mont Riu avec une altitude de 806 mètres.
Les autres sommets sont :
- le mont Gangulua (439 m) ;
- le mont Arumbi (350 m) ;
- le mont Madau (269 m).

## Histoire
La première mention de l'île par des européens remonte au 14 juillet 1606 par l'expédition espagnole de Luis Váez de Torrès,,. Tagula Island fut également l'objet d'une ruée vers l'or qui atteint son apogée en 1889
.